# Borșciv
Borșciv (în ucraineană Борщів) este orașul raional de reședință al raionului Borșciv din regiunea Ternopil, Ucraina. În afara localității principale, nu cuprinde și alte sate.

## Demografie
Componența lingvistică a orașului Borșciv
     Ucraineană (98,48%)
     Rusă (1,18%)
     Alte limbi (0,17%)
Conform recensământului din 2001, majoritatea populației orașului Borșciv era vorbitoare de ucraineană (98,48%), existând în minoritate și vorbitori de rusă (1,18%).